# Лайнер (термоядерний синтез)
Ла́йнер — легка циліндрична оболонка, магнітне стискання котрої є одним із найефективніших способів отримання густої високотемпературної плазми. 
Принцип використання лайнерів для стискання магнітного потоку був розроблений ще в ХХ сторіччі та перші експерименти з ним були проведені ще у 50-х роках. Тоді магнітний потік стискався обтиснутими вибухом металічними лайнерами. 
Були розглянуті різноманітні матеріали, що дозволяють зберігати магнітний потік, для вибухового штовхача (пушера), включаючи:
- металічний лайнер, [2]
- лайнер, що частково випаровується, [3]
- газоподібний лайнер, [4]
- плазмовий лайнер, [5]
- рідкі оболонки, що стискаються. [6]